# ملصق صورة مجسمة
الهوليغرام أو صورة مجسمة أمنية، هي ملصقات مطبوع عليها صورة ثلاثية الأبعاد لأسباب تتعلق بأمان البيع.

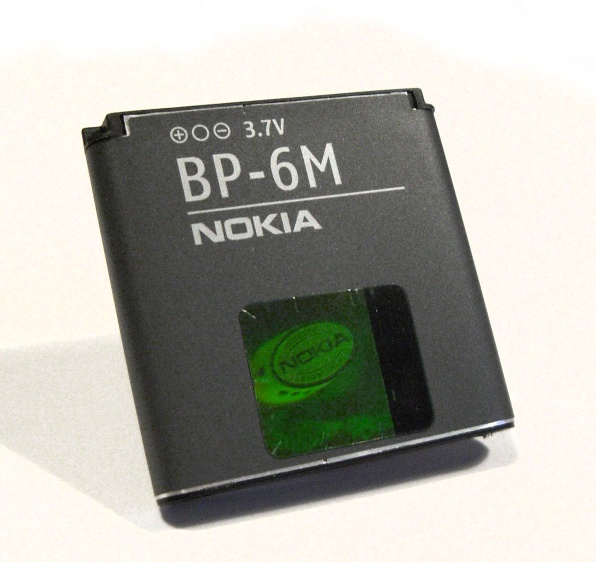
صورة ثلاثية الأبعاد مجسمة ملصقة على بطارية نوع نوكيا والغرض من ذلك هو إظهار أن البطارية ”أصلية من نوكيا“ وليست مقلدة رخيصة

وترى الرابطة الدولية لمصنعي الصور المجسمة أنه من الصعب تزوير الملصقات الأمنية المجسمة لأنها مستنسخة من صورة مجسمة رئيسية ويتطلب ذلك معدات متخصصة ومتقدمة تقنياً باهظة الثمن.
ومع ذلك، فقد انتُقدت الصور المجسمة الأمنية أيضًا بسبب عدم فعاليتها، لأن معدات تصنيع الصور المجسمة صار الوصول إليها أسهل بكثير، ولأن قلة من الناس لديهم الخبرة والمعدات اللازمة للتحقق من صحتها بدقة.
تُستخدم الصور المجسمة الأمنية على نطاق واسع في العديد من الأوراق النقدية في جميع أنحاء العالم، ولا سيما تلك التي من الفئات النقدية العالية. كما أنها تُستخدم أيضاً في جوازات السفر وبطاقات الائتمان والبطاقات المصرفية وكذلك المنتجات عالية الجودة.

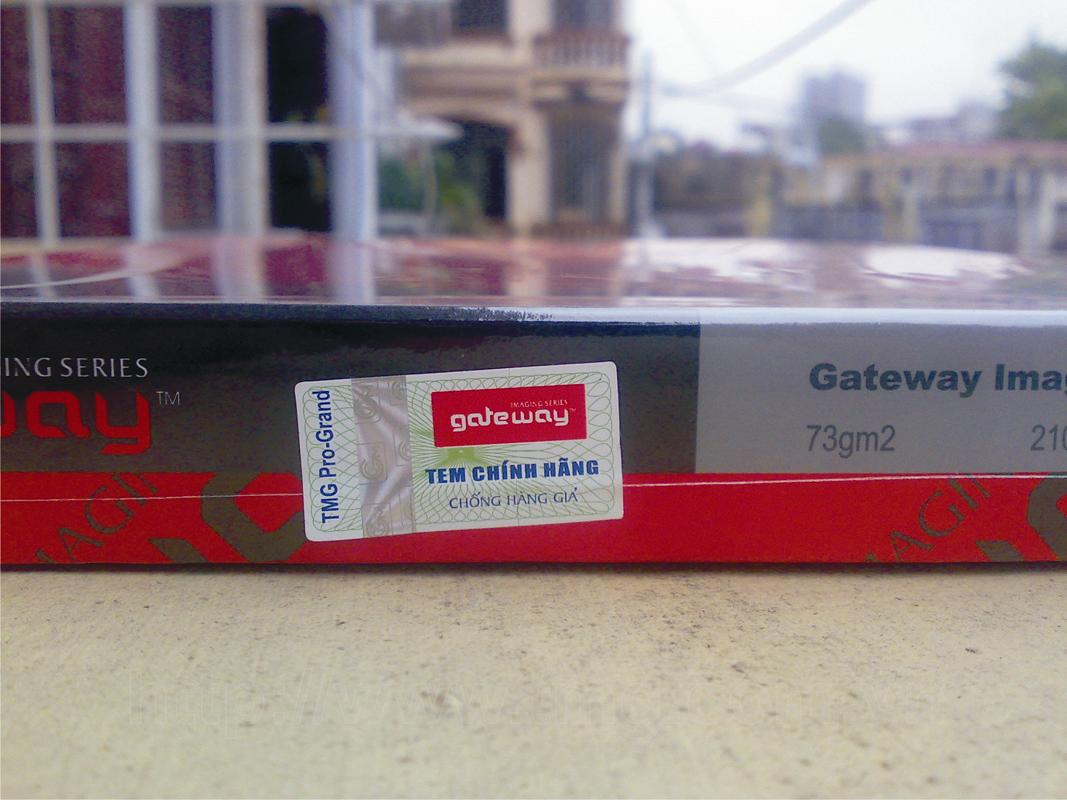
ملصق صورة مجسمة على علبة

تُصنف الصور المجسمة إلى أنواع مختلفة بالرجوع إلى درجة مستوى الأمان البصري المدمج فيها أثناء عملية الإنشاء الرئيسية. وفيما يلي وصف للتصنيفات المختلفة:

## الصور المجسمة ثنائية الأبعاد/ ثلاثية الأبعاد
وهذه هي أكثر أنواع الصور المجسمة شيوعًا إلى حد بعيد - وهي في الواقع ليست صور ثلاثية الأبعاد بأي معنى حقيقي للكلمات. وقد اتخذ مصطلح "الهولوغرام" معنى ثانويًا بسبب الاستخدام الواسع النطاق للصورة متعددة الطبقات على بطاقات الائتمان ورخص القيادة. ويتكون هذا النوع من "الهولوغرام" من صورتين أو أكثر مكدسة بطريقة تظهر كل منها بالتناوب حسب زاوية منظور المشاهد. تشبه التقنية هنا التقنية المستخدمة على مدار الخمسين عامًا الماضية لصنع عاكسات السلامة الليلية الحمراء للدراجات والشاحنات والسيارات.
قد تكون هذه الصور المجسمة (وبالتالي العمل الفني لهذه الصور المجسمة) من طبقتين (أي بخلفية ومقدمة) أو ثلاث طبقات (بخلفية وأرضية وسطى ومقدمة). في حالة الصور المجسمة ذات الطبقتين، عادةً ما تكون مادة الأرضية الوسطى متراكبة فوق مادة خلفية الصورة المجسمة. تعرض هذه الصور المجسمة تأثيرًا فريدًا متعدد المستويات ومتعدد الألوان. وتحتوي هذه الصور على مستوى أو مستويين من الرسومات المسطحة "تطفو" فوق سطح الصورة المجسمة أو على سطحها. وتظهر المادة الموجودة في الخلفية وكأنها تحت الصورة أو خلفها، مما يعطي إيحاءً بالعمق.

## مصفوفة نقطية
تبلغ دقة هذه الصور المجسمة 10 ميكرومتر كحد أقصى لكل عنصر بصري وتصنع في آلات متخصصة مما يجعل تزويرها صعباً ومكلفاً. لتصميم العناصر البصرية، يستعمل العديد من آلية الخوارزميات لتشكيل أنماط الإشعاع المتناثرة.

## صورة الوجه المتغير
المنشأ الرئيسي للصور المجسمة ثنائية الأبعاد/ثلاثية الأبعاد هي تقنية تُستخدم لإنتاج صور ثلاثية الأبعاد تعرض تأثير الصور المجسمة ثنائية الأبعاد/ثلاثية الأبعاد. وتصنع بنظام تصوير ثنائي الأبعاد/ثلاثي الأبعاد. يعرض هذا التأثير ثنائي القناة للصور المجسمة ثنائية الأبعاد/ثلاثية الأبعاد صورتين مختلفتين من زوايا مختلفة. وغالباً ما تصنع هذه الصور الثلاثية الأبعاد باستخدام مواد عالية الجودة. تستعمل المادة الرئيسية النهائية الناتجة من تقنية التصوير المتقن للصور المجسمة ذات الوجهين لتصنيع الصور المجسمة التي تعطي تأثيرات الوجهين. إن وجود مزيج ممتاز من الصور ثنائية الأبعاد/ثلاثية الأبعاد وتقنية التقليب يمنح الصور الثلاثية الأبعاد عمقاً ممتازاً وجاذبية مبهرة.

## الطباعة الحجرية بالحزمة الإلكترونية
تصنع هذه الأنواع من الصور المجسمة باستخدام أنظمة الطباعة الحجرية بالحزمة الإلكترونية المتطورة للغاية والمكلفة للغاية. ويسمح هذا النوع من التقنية بإنشاء صور ثلاثية الأبعاد سطحية بدقة تصل إلى 0.1 ميكرومتر (254000 نقطة في البوصة). وتتطلب هذه التقنية تطوير خوارزميات مختلفة لتصميم عناصر بصرية تشكل أنماط الإشعاع المتناثرة. ويوفر هذا النوع من الصور المجسمة ميزات مثل عرض أربعة أشعة ليزر في نقطة واحدة، ونص نقطي ثنائي الأبعاد/ثلاثي الأبعاد، وتأثيرات التبديل، وتأثيرات ثلاثية الأبعاد، وصور مخفية، ونص مقروء بالليزر، وصور ملونة حقيقية.

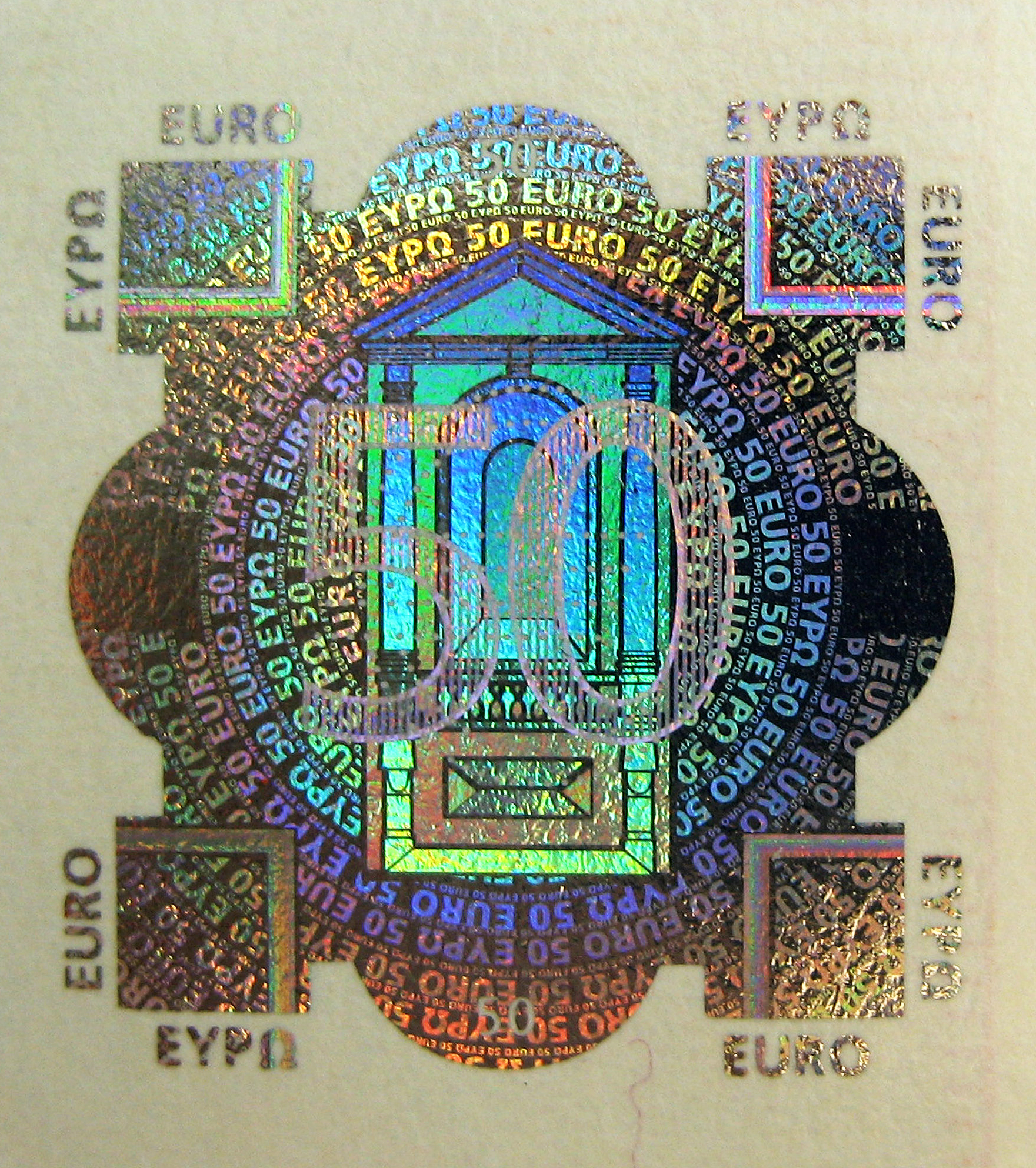
صورة مجسمة (هولوغرام) على ورقة 50 يورو

فيما يلي الأنواع المختلفة من الميزات الممكنة في الصور المجسمة الأمنية:

### الصور المخفية
عادة ما تأخذ هذه الصورة شكل خطوط رفيعة جداً. يمكن رؤية الصور المخفية عند حيود الضوء بزاوية كبيرة، وبزاوية واحدة محددة فقط.

### أنماط جيلوشيه (أنماط خطوط عالية الدقة)
وهي صورة عبارة عن مجموعات من الخطوط الرفيعة ذات الشكل الهندسي المعقد (أنماط جيلوشيه) مرسومة بدقة عالية. تسمح هذه التقنية بتغييرات بصرية مستمرة للألوان على طول كل الخطوط المنفصلة.

### الصور الحركية
وهي صور يمكن رؤيتها عند تغيير زاوية رصد الصور المجسمة. يسمح تدوير أو إمالة الصورة المجسمة بدراسة حركات بعض سمات الصورة.

### النص المجهري الدقيق أو النصوص النانوية
تستطيع الصور المجسمة ذات المصفوفة النقطية تضمين نصوص مجهرية بأحجام مختلفة. توجد ثلاثة أنواع من النصوص المجهرية في الصور المجسمة: النصوص المجهرية عالية التباين ذات الأحجام من 50 إلى 150 ميكرومتر؛ والنصوص المجهرية المملوءة بشبكة حيود ذات حجم 50 إلى 150 ميكرومتر، والنصوص المجهرية منخفضة التباين. ويشار إلى النصوص المجهرية الدقيقة ذات الأحجام الأصغر من 50 ميكرومترًا باسم النانو. يمكن ملاحظة النص النانوي بأحجام أقل من 50 ميكرومتر باستخدام المجهر فقط.

### صور خفية قابلة للقراءة بالليزر
كما تدعم الصور ثلاثية الأبعاد ذات المصفوفة النقطية أيضاً الصور ثلاثية الأبعاد القابلة للقراءة بالليزر (CLR)، حيث يمكن استخدام جهاز ليزر بسيط للتحقق من صحة الصورة الثلاثية الأبعاد. تُعد حوسبة صور CLR مهمة رياضية معقدة تنطوي على حل مشاكل غير واضحة. وهناك نوعان من CLR النوع الديناميكي CLR والنوع متعدد الدرجات. CLR الديناميكي هو مجموعة من أجزاء CLR التي تنتج صوراً متحركة على الشاشة أثناء تحرك جهاز التحكم على طول سطح الصورة المجسمة. وتنتج صور CLR متعددة الدرجات صورًا معينة على شاشة جهاز التحكم، والتي تختلف في الرتبتين الأولى والسالبة الأولى من حيود ضوء الليزر. وكبديل لذلك، يمكن إنشاء صورة مخفية سالبة وموجبة في آن واحد، في الرتبة الأولى السالبة والسالبة الأولى على التوالي.
وفي الآونة الأخيرة، تم اقتراح صور ثلاثية الأبعاد جديدة مولدة بالحاسوب تعمل باستخدام ضوء منظم يحمل تفردات الطور. تعمل هذه العناصر الضوئية على تحسين مستوى الأمان بشكل أكبر، حيث لا تظهر المعلومات المشفرة إلا عندما تكون إضاءة الإدخال ذات كثافة وتوزيع طور صحيحين.

### صور ثنائية الأبعاد/ثلاثية الأبعاد معدلة ومركبة بالحاسوب
تسمح هذه التقنية الحاسوبية بدمج الصور ثنائية الأبعاد/ثلاثية الأبعاد مع ميزات الأمان الأخرى (الصور المجهرية والصور المخفية وCLR وغيرها) ولا يمكن تحقيق هذا التأثير المركب باستخدام أي تقنيات تقليدية أخرى من تقنيات المنشأ.
يطور ملصقات الصور المجسمة ثنائية الأبعاد/ثلاثية الأبعاد في مختبر التصوير الرئيسي ثنائي الأبعاد/ثلاثي الأبعاد الذي يضم آلات حساسة للغاية ومعدات متقدمة مثل معدات تحديد المواقع الأوتوماتيكية التي يتحكم فيها بواسطة المعالجات الدقيقة، والطاولة البصرية، وليزر He-Cd، ووحدة التحكم في طاقة الليزر، والطلاءات الفضية وغيرها من التقنيات ذات الصلة. يستخدم الماستر النهائي الناتج من إتقان التصوير ثنائي الأبعاد/ثلاثي الأبعاد لتصنيع ملصقات الصور المجسمة ثنائية الأبعاد/ثلاثية الأبعاد. تتكون هذه الملصقات من العديد من الطبقات ثنائية الأبعاد مع وضع الصور واحدة خلف الأخرى مما يوفر عمقًا ممتازًا.
هذه الملصقات عبارة عن صور ملونة بعمق ثلاثي الأبعاد بين طبقات مختلفة.

### صور ملونة حقيقية
الصور الملونة الحقيقية هي صور زخرفية فعالة للغاية. وعندما تعدل وتركب بواسطة الحاسوب، يمكن أن تشتمل على صور مجهرية وصور مخفية وميزات أمنية أخرى، مما ينتج عنه صور ثلاثية الأبعاد جذابة وعالية الأمان. يمكن إنتاج صور ثلاثية الأبعاد حقيقية الألوان الرئيسية باستخدام نظام التصوير الرئيسي ثنائي الأبعاد/ثلاثي الأبعاد. يشتمل النموذج الرئيسي النهائي الذي يحصل عليه من التقنية هذه على صور فوتوغرافية حقيقية مثل صور الأشخاص والحيوانات والأعلام، إلخ. لا يمكن تكرار هذا النوع من الصور المجسمة في حالة عدم إمكانية الحصول على الصورة الأصلية. وتُعد الصور المجسمة بالألوان الحقيقية إحدى أفضل الطرق لمنع حدوث التزوير.